# João Telo de Menezes, senhor de Aveiras
João Telo de Menezes, senhor de Aveiras, foi embaixador a Roma de D. Sebastião I de Portugal, presidente do Desembargo do Paço, e um dos representantes do Conselho de Governadores do Reino de Portugal quando morreu el-Rei Cardeal D. Henrique. Nessa qualidade e disputa pela pretensão do Trono de Portugal deu sempre primazia à voz dos Duques de Bragança apesar da força de Filipe II de Espanha.

## Dados genealógicos
Era filho de Henrique de Meneses, capitão de Tânger e de  Beatriz de Vilhena, chamada a Perigosa, filha de Rui Barreto, alcaide-mor de Faro e capitão de Azamor, e de Branca de Vilhena.
Casou com D. Isabel de Mendonça, filha de Jorge de Melo monteiro-mor de Portugal.
Tiveram:
- D. Henrique, que em 1578 morreu na Batalha de Alcácer Quibir;
- D. João, que, tal como seu irmão, morreu na Batalha de Alcácer Quibir;
- D. Margarida, que herdou a casa de seu pai e que casou com Diogo da Silva, senhor de Vagos, presidente do parlamento de Lisboa,[2] alcaide-mor de Lagos, comendador de Messejana e regedor das Justiças. Foram pais de João da Silva Telo de Menezes, 1° conde de Aveiras.[1]